# Dolfines Guaraní

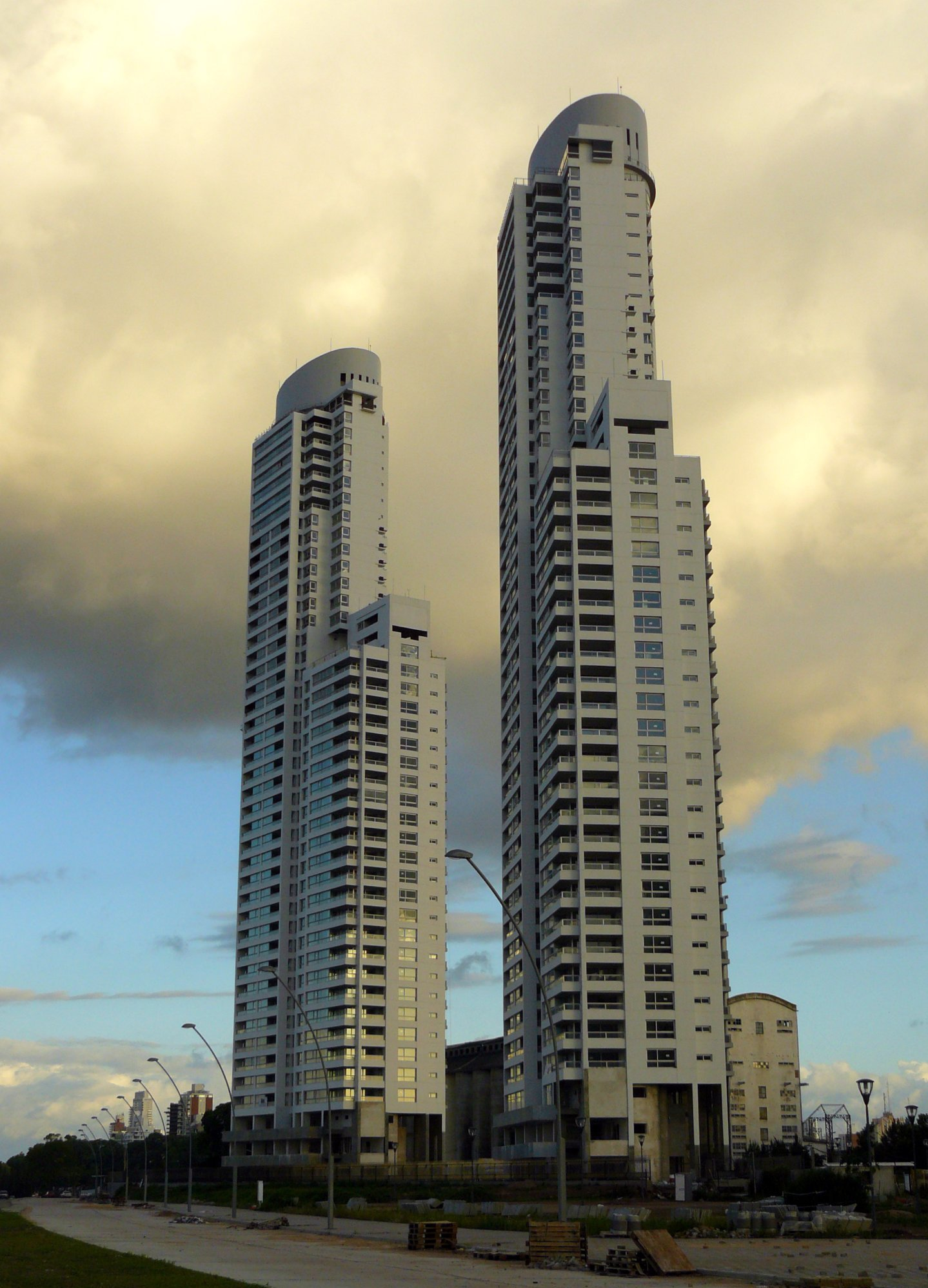
Fotografia das torres Dolfines Guaraní em 16 de fevereiro de 2010.

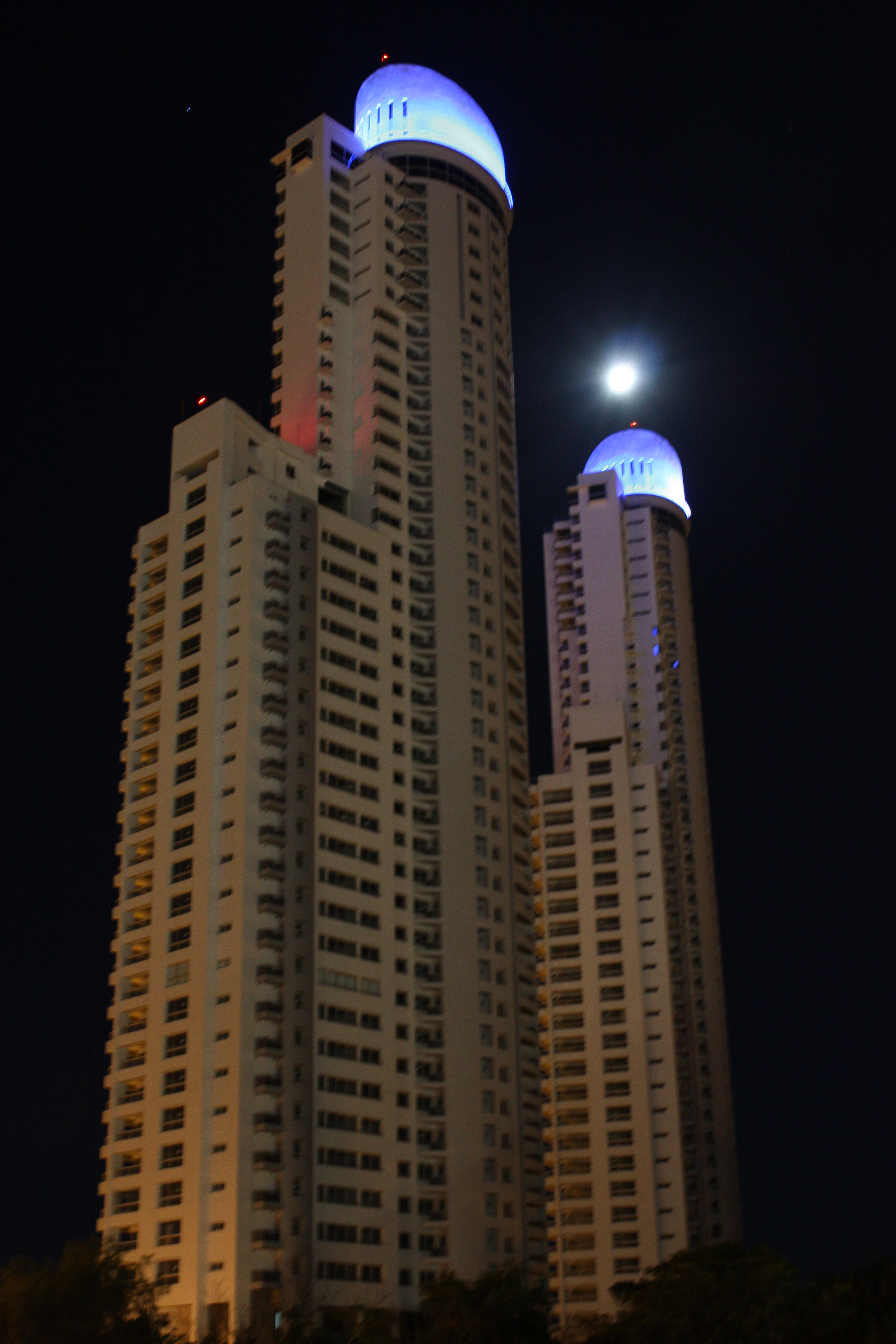
Vista noturna.

Dolfines Guaraní é um complexo imobiliário que se encontra na Cidade de Rosario, Santa Fe, Argentina. Compreende duas torres gêmeas: Dolfín Guaraní 1 e 2; são um dos edifícios mais altos do interior do país (incluindo o Gran Buenos Aires), com 42 pisos e 136,5 metros de altura. Foram concluídas no ano de 2011.
As torres estão localizadas na Avenida Estanislao López, em uma área de reconversão portuária destinada ao desenvolvimento imobiliário, denominada Puerto Norte.